# チャレンジ名作ライブラリー
チャレンジ名作ライブラリー（チャレンジめいさくライブラリー）は、1980年10月6日から1986年4月4日まで文化放送で放送されていたラジオ番組。
福武書店（現・ベネッセコーポレーション）の一社提供。

## 概要
小説や漫画原作など日本国内、国外問わず古今東西の名作を週に1作ずつ紹介し、パーソナリティによるその作品の朗読、語り、トークなどで構成される番組。作品における時代背景や登場人物の心理などを様々な角度から分析しながらの解説や、その作品や文学論に対するパーソナリティ自身の意見なども合間に挟んでいた。文化放送では夜ワイド番組『吉田照美のてるてるワイド』の放送開始とともにスタート、てるてるワイド→『新てるてるワイド 吉田照美のふッかいあな』の内包番組として放送されていた。
本番組は元々、初代パーソナリティの武田鉄矢が同じ文化放送でパーソナリティを務めていた『青春大通り』のいちコーナーが独立したもの。青春大通りの当時は武田の一人語りだったが、本番組がスタートしてからは榊みちこをパートナーに進行されていた。武田がパーソナリティの当時は、話に夢中になって脱線することもしばしばあったという。
1982年以後は、松本伊代や富田靖子と当時の若手女性タレントたちにパーソナリティが引き継がれた。なお、2人とも本番組がはじめてのラジオパーソナリティだった。本番組の収録に当たって長い打ち合わせとリハーサル（ここで台詞回しやアクセントのチェックなど）を行い、台本はもちろん原作もしっかり読み込んでから臨んでいたという。松本がパーソナリティの時は本番に入るまでに2時間を費やし、1週間分の収録が終わるまでに5〜6時間かかったこともざらにあったという。
作品の朗読が終わった後はパーソナリティが作品についての感想を述べたりなどするフリートークの「感想文」コーナー、リスナーが最近読んだ本やこれから読もうと思っている本から本屋や雑誌の面白い話題などを綴ったはがきを紹介する「小さな図書館」のコーナーが設けられていた。そして本番組で採り上げられる名作はリスナーからのリクエストに応じて選ばれていた。

## 歴代パーソナリティ
- 武田鉄矢[5]、榊みちこ[2]（1980年10月6日 - 1982年3月）
- 松本伊代（1982年4月 - 1984年3月）[6]
- 富田靖子（1984年4月 - 1986年4月）[6]

## 放送されていた局
放送曜日はいずれも月曜日から金曜日まで。
- 文化放送（制作局）：22:00 - 22:10（『吉田照美のてるてるワイド』→『新てるてるワイド 吉田照美のふッかいあな』の内包番組として放送）
- 札幌テレビ放送：21:20 - 21:30（1980年10月〜1981年3月）→ 22:30 - 22:40（1981年4月〜1982年3月限りでネット終了）
- 北陸放送：22:20 - 22:30（1982年3月限りでネット終了）
- 東海ラジオ放送：22:00 - 22:10
- 山陽放送：22:30 - 22:40（放送当時はJRN単独加盟局）
- 九州朝日放送：22:20 - 22:30（1983年5月30日からは『PAO〜N ぼくらラジオ異星人』の内包番組として放送）